# Francisco Garcés (político)
Francisco José Garcés Da Silva (Caracas, Venezuela, 27 de mayo de 1973) es un ingeniero venezolano, con maestrías en Ingeniería Estructural e Ingeniería Sismorresistente cursadas en la Universidad Central de Venezuela. Posee también el título de Doctor en Ingeniería Civil otorgado en Francia. Es profesor de la Universidad Central de Venezuela y su cargo de mayor relevancia ha sido el de Ministro del Poder Popular para Transporte y Comunicaciones desde junio del 2010 hasta noviembre del 2011 en el gobierno del Presidente Hugo Chávez. El 8 de diciembre de 2013 fue elegido alcalde del Municipio Guaicaipuro en el Estado Miranda con el 52,21% de los votos por el Partido Socialista Unido de Venezuela.
El 7 de noviembre de 2017, luego de que fuese anunciada su no reelección a la Alcaldía del Municipio Guaicaipuro, Francisco Garcés asume la Secretaría de Transporte de la gobernación del Estado Miranda y la presidencia de Metro de Los Teques.